# High Tension
„High Tension” (jap. ハイテンション Hai Tenshon) – czterdziesty szósty singel japońskiego zespołu AKB48, wydany w Japonii 16 listopada 2016 roku przez You! Be Cool.
Singel został wydany w jedenastu edycjach: pięciu regularnych i pięciu limitowanych (Type A, Type B, Type C, Type D, Type E) oraz „teatralnej” (CD). Osiągnął 1 pozycję w rankingu Oricon i pozostał na liście przez 35 tygodni. Singel zdobył status płyty Milion.

## Lista utworów
Wszystkie utwory zostały napisane przez Yasushiego Akimoto.

### Type A
| CD | CD                                                                | CD               | CD                   | CD      |
| Nr | Tytuł utworu                                                      | Kompozycja       | Aranżacja            | Długość |
| -- | ----------------------------------------------------------------- | ---------------- | -------------------- | ------- |
| 1. | „High Tension” (jap. ハイテンション)                              | Satori Shiraishi | Hiroshi Sasaki       | 3:47    |
| 2. | „Osaekirenai shōdō” (jap. 抑えきれない衝動) (wyk. Waiting Circle) | aokado           | aokado               | 4:05    |
| 3. | „Happy End” (jap. ハッピーエンド) (wyk. Renacchiizu)              | Daisuke Toyama   | Yūichi "Masa" Nonaka | 5:03    |
| 4. | „High Tension” (jap. ハイテンション) (off vocal ver.)             | Satori Shiraishi | Hiroshi Sasaki       | 3:47    |
| 5. | „Osaekirenai shōdō” (jap. 抑えきれない衝動) (off vocal ver.)      | aokado           | aokado               | 4:05    |
| 6. | „Happy End” (jap. ハッピーエンド) (off vocal ver.)                | Daisuke Toyama   | Yūichi "Masa" Nonaka | 5:03    |

| DVD | DVD                                                       | DVD     |
| Nr  | Tytuł utworu                                              | Długość |
| --- | --------------------------------------------------------- | ------- |
| 1.  | „High Tension” (jap. ハイテンション) (Music Video)        | 5:22    |
| 2.  | „Osaekirenai shōdō” (jap. 抑えきれない衝動) (Music Video) | 4:14    |
| 3.  | „Happy End” (jap. ハッピーエンド) (Music Video)           | 5:20    |

### Type B
| CD | CD                                                                | CD               | CD             | CD      |
| Nr | Tytuł utworu                                                      | Kompozycja       | Aranżacja      | Długość |
| -- | ----------------------------------------------------------------- | ---------------- | -------------- | ------- |
| 1. | „High Tension” (jap. ハイテンション)                              | Satori Shiraishi | Hiroshi Sasaki | 3:47    |
| 2. | „Osaekirenai shōdō” (jap. 抑えきれない衝動) (wyk. Waiting Circle) | aokado           | aokado         | 4:05    |
| 3. | „Better” (Haruka Shimazaki graduation song)                       | Daisuke Toyama   | Daisuke Toyama | 4:51    |
| 4. | „High Tension” (jap. ハイテンション) (off vocal ver.)             | Satori Shiraishi | Hiroshi Sasaki | 3:47    |
| 5. | „Osaekirenai shōdō” (jap. 抑えきれない衝動) (off vocal ver.)      | aokado           | aokado         | 4:05    |
| 6. | „Better” (off vocal ver.)                                         | Daisuke Toyama   | Daisuke Toyama | 4:51    |

| DVD | DVD                                                       | DVD     |
| Nr  | Tytuł utworu                                              | Długość |
| --- | --------------------------------------------------------- | ------- |
| 1.  | „High Tension” (jap. ハイテンション) (Music Video)        | 5:22    |
| 2.  | „Osaekirenai shōdō” (jap. 抑えきれない衝動) (Music Video) | 4:14    |
| 3.  | „Better” (Music Video)                                    | 5:03    |

### Type C
| CD | CD                                                                | CD               | CD              | CD      |
| Nr | Tytuł utworu                                                      | Kompozycja       | Aranżacja       | Długość |
| -- | ----------------------------------------------------------------- | ---------------- | --------------- | ------- |
| 1. | „High Tension” (jap. ハイテンション)                              | Satori Shiraishi | Hiroshi Sasaki  | 3:47    |
| 2. | „Osaekirenai shōdō” (jap. 抑えきれない衝動) (wyk. Waiting Circle) | aokado           | aokado          | 4:05    |
| 3. | „Hoshizora o kimi ni” (jap. 星空を君に) (wyk. Team 8 EAST)        | Yoshimasa Inoue  | Yoshimasa Inoue | 3:45    |
| 4. | „High Tension” (jap. ハイテンション) (off vocal ver.)             | Satori Shiraishi | Hiroshi Sasaki  | 3:47    |
| 5. | „Osaekirenai shōdō” (jap. 抑えきれない衝動) (off vocal ver.)      | aokado           | aokado          | 4:05    |
| 6. | „Hoshizora o kimi ni” (jap. 星空を君に) (off vocal ver.)          | Yoshimasa Inoue  | Yoshimasa Inoue | 3:45    |

| DVD | DVD                                                       | DVD     |
| Nr  | Tytuł utworu                                              | Długość |
| --- | --------------------------------------------------------- | ------- |
| 1.  | „High Tension” (jap. ハイテンション) (Music Video)        | 5:22    |
| 2.  | „Osaekirenai shōdō” (jap. 抑えきれない衝動) (Music Video) | 4:14    |
| 3.  | „Hoshizora o kimi ni” (jap. 星空を君に) (Music Video)     | 4:46    |

### Type D
| CD | CD                                                                       | CD               | CD                   | CD      |
| Nr | Tytuł utworu                                                             | Kompozycja       | Aranżacja            | Długość |
| -- | ------------------------------------------------------------------------ | ---------------- | -------------------- | ------- |
| 1. | „High Tension” (jap. ハイテンション)                                     | Satori Shiraishi | Hiroshi Sasaki       | 3:47    |
| 2. | „Osaekirenai shōdō” (jap. 抑えきれない衝動) (wyk. Waiting Circle)        | aokado           | aokado               | 4:05    |
| 3. | „Shishunki no Adrenaline” (jap. 思春期のアドレナリン) (wyk. Team 8 WEST) | chalaza          | Yūichi "Masa" Nonaka | 3:45    |
| 4. | „High Tension” (jap. ハイテンション) (off vocal ver.)                    | Satori Shiraishi | Hiroshi Sasaki       | 3:47    |
| 5. | „Osaekirenai shōdō” (jap. 抑えきれない衝動) (off vocal ver.)             | aokado           | aokado               | 4:05    |
| 6. | „Shishunki no Adrenaline” (jap. 思春期のアドレナリン) (off vocal ver.)   | chalaza          | Yūichi "Masa" Nonaka | 3:45    |

| DVD | DVD                                                                 | DVD     |
| Nr  | Tytuł utworu                                                        | Długość |
| --- | ------------------------------------------------------------------- | ------- |
| 1.  | „High Tension” (jap. ハイテンション) (Music Video)                  | 5:22    |
| 2.  | „Osaekirenai shōdō” (jap. 抑えきれない衝動) (Music Video)           | 4:14    |
| 3.  | „Shishunki no Adrenaline” (jap. 思春期のアドレナリン) (Music Video) | 4:03    |

### Type E
| CD | CD                                                                | CD               | CD             | CD      |
| Nr | Tytuł utworu                                                      | Kompozycja       | Aranżacja      | Długość |
| -- | ----------------------------------------------------------------- | ---------------- | -------------- | ------- |
| 1. | „High Tension” (jap. ハイテンション)                              | Satori Shiraishi | Hiroshi Sasaki | 3:47    |
| 2. | „Osaekirenai shōdō” (jap. 抑えきれない衝動) (wyk. Waiting Circle) | aokado           | aokado         | 4:05    |
| 3. | „Seijun Tired” (jap. 清純タイアド) (wyk. Tentōmu Chu!)            | Sena Ayrton      | APAZZI         | 4:05    |
| 4. | „High Tension” (jap. ハイテンション) (off vocal ver.)             | Satori Shiraishi | Hiroshi Sasaki | 3:47    |
| 5. | „Osaekirenai shōdō” (jap. 抑えきれない衝動) (off vocal ver.)      | aokado           | aokado         | 4:05    |
| 6. | „Seijun Tired” (jap. 清純タイアド) (off vocal ver.)               | Sena Ayrton      | APAZZI         | 4:05    |

| DVD | DVD                                                       | DVD     |
| Nr  | Tytuł utworu                                              | Długość |
| --- | --------------------------------------------------------- | ------- |
| 1.  | „High Tension” (jap. ハイテンション) (Music Video)        | 5:22    |
| 2.  | „Osaekirenai shōdō” (jap. 抑えきれない衝動) (Music Video) | 4:14    |
| 3.  | „Seijun Tired” (jap. 清純タイアド) (Music Video)          | 4:11    |

### Wer. teatralna
| CD | CD                                                                                     | CD                 | CD              | CD      |
| Nr | Tytuł utworu                                                                           | Kompozycja         | Aranżacja       | Długość |
| -- | -------------------------------------------------------------------------------------- | ------------------ | --------------- | ------- |
| 1. | „High Tension” (jap. ハイテンション)                                                   | Satori Shiraishi   | Hiroshi Sasaki  | 3:47    |
| 2. | „Osaekirenai shōdō” (jap. 抑えきれない衝動) (wyk. Waiting Circle)                      | aokado             | aokado          | 4:05    |
| 3. | „Mata anata no koto o kangaeteta” (jap. また あなたのことを考えてた) (wyk. Team Vocal) | Katsuhiko Yamamoto | Makoto Wakatabe | 5:03    |
| 4. | „High Tension” (jap. ハイテンション) (off vocal ver.)                                  | Satori Shiraishi   | Hiroshi Sasaki  | 3:47    |
| 5. | „Osaekirenai shōdō” (jap. 抑えきれない衝動) (off vocal ver.)                           | aokado             | aokado          | 4:05    |
| 6. | „Mata anata no koto o kangaeteta” (jap. また あなたのことを考えてた) (off vocal ver.)  | Katsuhiko Yamamoto | Makoto Wakatabe | 5:03    |

## Skład zespołu
| „High Tension” |
| --- |
| - AKB48 Team A: Haruka Shimazaki (środek), Anna Iriyama, Haruna Kojima, Yui Yokoyama - AKB48 Team K: Mion Mukaichi - AKB48 Team B: Rena Katō, Yuria Kizaki, Mayu Watanabe - AKB48 Team B / NGT48 Team NIII: Yuki Kashiwagi - AKB48 Team 4: Nana Okada, Saya Kawamoto, Mako Kojima, Haruka Komiyama, Juri Takahashi - AKB48 Team 8: Yui Oguri - SKE48 Team S: Jurina Matsui - NMB48 Team N: Sayaka Yamamoto - HKT48 Team H: Rino Sashihara - HKT48 Team H / AKB48 Team K: Haruka Kodama - HKT48 Team KIV / AKB48 Team A: Sakura Miyawaki - HKT48 Team TII: Hana Matsuoka - NGT48 Team NIII: Rika Nakai |

| „Osaekirenai shōdō” |
| --- |
| - AKB48 Team A: Megu Taniguchi, Yui Hiwatashi - AKB48 Team K: Tomu Mutō - AKB48 Team B: Ryōka Ōshima, Moe Gotō, Seina Fukuoka (środek) - AKB48 Team 4: Yuiri Murayama - AKB48 Team 8: Narumi Kuranoo - AKB48 Team 8 / AKB48 Team A: Nanami Yamada - AKB48 Team 8 / AKB48 Team B: Nagisa Sakaguchi - AKB48 Kenkyūsei: Satone Kubō, Kira Takahashi |

| „Happy End” |
| --- |
| Grupa Renacchiis została utworzona przez Renę Katō i 16 najlepszych członkiń z 2016 „Renacchi sōsenkyo”, nieoficjalnego rankingu ulubionych członkiń Katō. (Center: Oguri Yui) - AKB48 Team A: Natsuki Kojima (9.) - AKB48 Team K: Yūka Tano (3.), Mion Mukaichi (4.), Shinobu Mogi (8.) - AKB48 Team B: Ryōka Ōshima (12.), Rena Katō, Yuria Kizaki (10.) - AKB48 Team 4: Ayaka Okada (14.) - AKB48 Team 8: Yui Oguri (1.), Kurena Chō (7.) - SKE48 Team KII: Yumana Takagi (13.) - SKE48 Team E: Sumire Satō (6.) - NMB48 Team BII: Miori Ichikawa (2.) - HKT48 Team H: Natsumi Tanaka (16.) - HKT48 Team TII: Hana Matsuoka (5.) - NGT48 Team NIII: Rika Nakai (15.), Maho Yamaguchi (11.) |

| „Better” |
| --- |
| Piosenka na ukończenie członkostwa Haruki Shimazaki w zespole. - AKB48 Team A: Haruka Shimazaki (środek), Mariko Nakamura, Yui Yokoyama - AKB48 Team K: Haruka Shimada - AKB48 Team B: Miyu Takeuchi - SKE48 Team S: Suzuran Yamauchi - SKE48 Team KII: Mina Ōba - AKB48 Graduated Members: Mariya Nagao |

| „Hoshizora o kimi ni” |
| --- |
| - AKB48 Team 8: Yu Yokoyamai, Hijiri Tanikawa, Nanami Satō, Tsumugi Hayasaka, Akari Satō, Kasumi Mōgi, Rin Okabe, Hitomi Honda, Maria Shimizu, Ayane Takahashi, Nanase Yoshikawa, Yui Oguri (środek), Erina Oda, Shiori Satō, Ayaka Hidaritomo, Hatsuka Utada, Yuri Yokomichi, Yūna Hattori, Hinano Noda, Haruna Hashimoto, Kurena Chō - AKB48 Team 8 / AKB48 Team B: Nagisa Sakaguchi (środek) |

| „Shishunki no Adrenaline” |
| --- |
| - AKB48 Team 8: Narumi Kuranoo (środek), Serika Nagano, Nao Ōta, Ruka Yamamoto, Momoka Onishi, Sayuna Hama, Mei Abe, Kotone Hitomi, Yuri Tani, Miu Shitao, Riona Hamamatsu, Yurina Gyōten, Kaoru Takaoka, Natsuki Hirose, Karen Yoshida, Rena Fukuchi, Misaki Terada, Miyu Yoshino, Moka Yaguchi, Karin Shimoaoki, Rira Miyazato - AKB48 Team 8 / AKB48 Team A: Nanami Yamada - AKB48 Team 8 / AKB48 Team K: Ikumi Nakano |

| „Seijun Tired” |
| --- |
| - AKB48 Team 4: Nana Okada, Mako Kojima (środek), Miki Nishino - SKE48 Team S / AKB48 Team 4: Ryōha Kitagawa - NMB48 Team BII / AKB48 Team 4: Nagisa Shibuya - HKT48 Team H: Meru Tashima - HKT48 Team KIV / AKB48 Team 4: Mio Tomonaga |

| „Mata anata no koto o kangaeteta” |
| --- |
| - AKB48 Team A: Miho Miyazaki - AKB48 Team K: Yūka Tano, Minami Minegishi - AKB48 Team 8: Erina Oda - SKE48 Team S: Rion Azuma, Suzuran Yamauchi - SKE48 Team KII: Akane Takayanagi, Nao Furuhata - NMB48 Team N: Natsuko Akashi - NMB48 Team M / AKB48 Team A: Miru Shiroma - HKT48 Team TII: Erena Sakamoto |

## Notowania
| Lista                             | Pozycja |
| --------------------------------- | ------- |
| Oricon Weekly Singles Chart       | 1       |
| Oricon Yearly Singles Chart       | 4       |
| Billboard Japan Hot 100           | 1       |
| Billboard Japan Hot Singles Sales | 1       |

## Sprzedaż
| Dane wg         | Sprzedaż   |
| --------------- | ---------- |
| Oricon          | 1 222 461  |
| Billboard Japan | 1 726 089+ |